# Interstate 59
Interstate 59 (I-59) é uma rodovia interestadual localizada no sudeste dos Estados Unidos, passando de sul a norte por Luisiana, Mississippi, Alabama e Geórgia. É uma rota norte-sul que se estende por 716,53 km (445,23 milhas) de uma junção com a I-10 e a I-12 em Slidell, Luisiana, até uma junção com a I-24 perto de Wildwood, Geórgia.
A rodovia conecta as áreas metropolitanas de Nova Orleans, Louisiana; Birmingham, Alabama; e Chattanooga, Tennessee, correndo paralelamente ao corredor da antiga U.S. Route 11 (US 11) por toda a distância. Aproximadamente um terço da rota, que se estende por 246 km (153 milhas) de Meridian, Mississippi, a Birmingham, Alabama, sobrepõe-se à I-20 no sentido leste-oeste.
A I-59 é uma autoestrada de quatro pistas ao longo de todo o seu percurso, com exceção de um pequeno trecho de Tuscaloosa, Alabama, até o terminal sul da I-459 e em Birmingham, onde ela se alarga para seis pistas ou mais. Além das regiões metropolitanas pelas quais passa, o corredor da I-59 é principalmente de natureza rural, especialmente na Geórgia.